# Frøs Herred

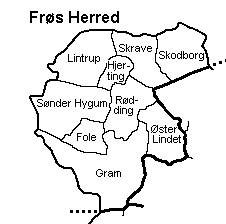
Frøs Herred

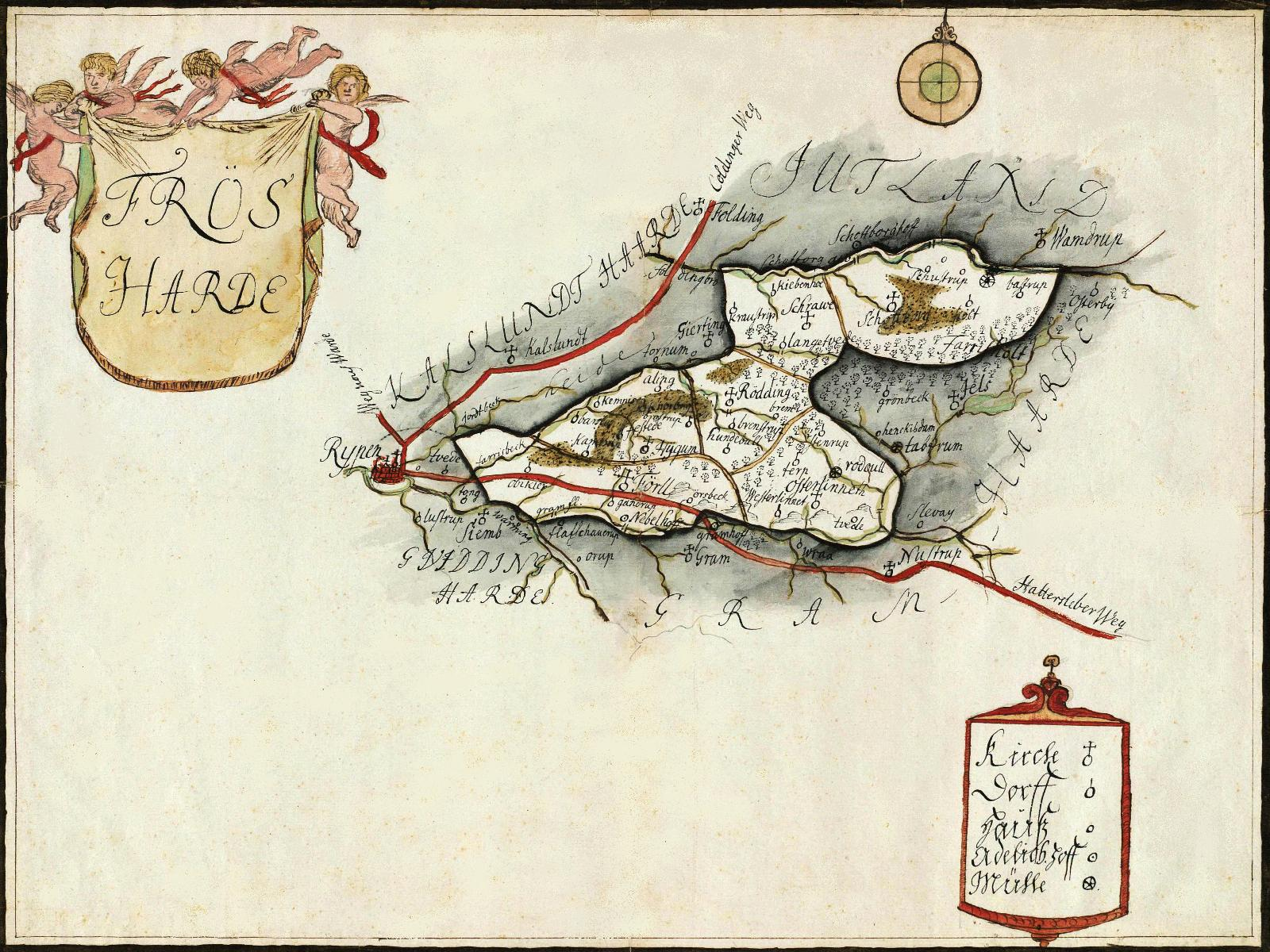
Frøs Herred (1660)

Frøs Herred was een herred in het voormalige Haderslev Amt in Denemarken. Voor 1920 was Fros deel van het hertogdom Sleeswijk. In 1970 werd het gebied deel van de nieuwe provincie Zuid-Jutland.

## Parochies
Frøs was verdeeld in negen parochies.
- Fole
- Gram
- Hjerting
- Lintrup
- Rødding
- Skodborg
- Skrave
- Sønder Hygum
- Øster Lindet